# Magyar–NDK munkaerőcsere
Magyar–NDK munkaerőcsere keretében a Német Demokratikus Köztársaság fennállása alatt, jellemzően a hatvanas évek második felétől a nyolcvanas évek közepéig sok magyar fiatal élt és dolgozott a keletnémet államban szervezett formában. Ennek két formája létezett:
- 1967-ben Magyarország és az NDK államközi egyezményt kötött, aminek keretében 1967 és 1983 között több tízezerösszesen kb. 40 ezer) magyar fiatal élt és dolgozott évekig Kelet-Németországban. Az egyezmény lehetőséget biztosított a keletnémet fiatalok magyarországi foglalkoztatására is, de ezt jóval kevesebb német vette igénybe.
- Több magyar vállalat végzett - elsősorban szerelési - munkákat az NDK-ban, amit kiküldött magyar dolgozókkal végeztetett el. Ilyen egykori vállalatok pl.: Gyár és Gépszerelő, Hőtechnika, Kipszer, Hídépítő Vállalatok voltak.

A munkaerő csere folytán tartósan kint élő magyar fiatalok közül sokan vegyes (magyar-német) házasságot kötöttek. Egy részük a kiküldetése lejárta után kitelepült Kelet-Németországba, ők mára a Németországban élő magyar diaszpóra számottevő részét (mintegy 15 ezer fő) alkotják.
Jelentős számban élnek ma is így kitelepült magyarok Berlin, Drezda, Chemnitz, Erfurt körzetében.

## Kortörténet
Magyarországon 1967-ben már terveztek gazdasági változtatásokat, ami később új gazdasági mechanizmus néven vált ismertté. Ennek következtében számított rá az akkori politikai vezetés, hogy a gazdaság átszervezése miatt munkaerő felesleg fog keletkezni. A rendszerváltás előtt kötelező foglalkoztatottság volt, a munkahelyek létrehozásáról az állam gondoskodott. Az NDK-ba kiküldeni tervezettek létszáma ezt a várt munkaerő feszültséget csökkentette, ez érdekeltté tette a magyar államvezetést a munkaerőcsere egyezmény megkötésében.
Az NDK a háború után erőteljes iparosítást kezdett, amihez sok, képzett munkásra volt szüksége. A szovjet típusú társadalmi berendezkedés és a két német állam közötti életszínvonalbeli különbség miatt az évek során 3,4 millió, főleg fiatal-középkorú polgár hagyta el a keletnémet államot, akik hiányoztak az ottani munkaerő piacról. Az áttelepülések megakadályozása és a szubvenciókkal támogatott belső piac védelme miatt 1961-ben felhúzták a berlini falat (Berliner Maurer) és hermetikusan lezárták a belnémet határt (egykori hivatalos keletnémet szóhasználattal antifasiszta védőfal - antifaschistische Schutzwall, nyugatnémet szóhasználattal belnémet határ - innerdeutsche Grenze). Az 1378 km összhosszúságú belső határ
állandó őrzése sok élőerőt is kívánt, az erre létrehozott határőrség 
állománya (a rendszerváltás évében 47 ezer fő) is hiányzott a termelésből.
Az iparosítási program diktálta termelési terveket mind nehezebb volt teljesíteni, ezért érdekelt volt a kelet-német politikai vezetés abban, hogy külföldi munkaerőt hívjon be az országba. Mivel a második világháború következtében a Csehszlovákiával nem volt felhőtlen az NDK viszonya, Lengyelországgal (1965-ben) és Magyarországgal kötöttek elsőként munkaerő csere egyezményt.
A Magyarországgal kötött egyezmény 1967-ben jött létre, 1977-ben hosszabbították meg, keretében 1983-ig dolgoztak magyarok az NDK-ban. Mivel a magyar fél az időszak második felében egyre nehezebben tudta kitölteni évről évre a szükséges keretlétszámot, később az NDK más országokkal is kötött hasonló munkaerőcsere egyezményt, így kubai, lengyel, vietnami, mozambiki, angolai és más országbeli dolgozók is dolgoztak német gyárakban.

## Élet és munkakörülmények az NDK-ban

### Egyezményes dolgozók
A magyar kiutazások szervezését állami szervek - a Munkaügyi Minisztérium alá tartozó területileg illetékes Munkaerőgazdálkodási Hivatalok végezték. Kiutazásokra évente egyszer, szervezett formában került sor, a kint tartózkodás időtartama jellemzően 3 év volt.
A fogadó vállalatok a kint dolgozó magyaroknak az NDK polgárokéhoz hasonló szociális és munkakörülményeket biztosítottak. Szállást a fogadó gyár biztosított munkásszálláson, vagy lakásokban. A magyar kiküldötteknek rendszeres kulturális programokat, kirándulásokat szerveztek, amiket gyakran a fogadó gyár is támogatott. A kiutazás előtt és az első évben kötelező (később fakultatív) nyelvoktatás volt, évente országos nyelvi versenyeket is szerveztek. Sok helyen lehetőség volt szakmai továbbképzésre, új szakma megtanulására is, voltak, akik a munka mellett főiskolai tanulmányokat is folytattak. A továbbképzéseket és kulturális programokat a fogadó gyár munkaidő kedvezménnyel is támogatta.
A kint dolgozók jelentős és szervezett szociális és kulturális támogatottsága miatt a munkaerőcsere keretében kint dolgozók nem tekinthetők hagyományos értelemben vett vendégmunkásnak, ellentétben a Nyugat-Európában dolgozó több millió - akkori szóhasználattal - vendégmunkással, akiknél ezek a körülmények hiányoztak.
A kint élő több tízezer 18-26 év közötti fiatal életének ez egy meghatározó szakasza volt, családjuktól távol először tapasztalták meg az önállóságot. Bár kis számban előfordultak fegyelmi problémák, a legnagyobb többség sikeresen beilleszkedett az új környezetébe, egy itthonitól eltérő, feszesebb munkakultúrát sajátított el és megtanulták a német nyelvet.
Az egyezményes dolgozókat a Magyar Követség külön osztálya felügyelte, megyecsoportonként szervezett irányítás alá tartoztak.

### Szerződéses dolgozók
Több magyar vállalat vállalat végzett elsősorban szerelési munkákat az NDK-ban, ami kiküldött magyar dolgozóival végeztetett el. A szerződéses dolgozók jövedelme az egyezményesekénél jellemzően nagyobb volt, szociális körülményei megfelelők voltak. Kisebb hangsúlyt kaptak a kulturális programok, mivel a kiküldő a szerződött feladat elvégzése érdekében kevesebb munkaidő kedvezményt biztosított. A jellemző átlagéletkor magasabb volt az egyezményesekénél.

## Foglalkoztató vállalatok

### Foglalkoztató vállalatok az NDK-ban
Az 1967-es államközi egyezmény keretében az alábbi NDK vállalatoknál dolgoztak magyarok:

#### Drezda,Cottbusmegyék
- Radeberg VEB Küchenmöbel Kombinat 
  - Dresden, VEB Arzneimittelwerk
  - Dresden, VEB Mikromat
  - Dresden, VEB Nagema Schokopack
  - Dresden, VEB Robotron
  - Dresden, VEB Robotron Messelektronik 'Otto Schön'
  - Dresden, VEB STAB 'Otto Buchwitz'
  - Dresden, VEB TUR 'Herman Matern'
  - Dresden, VEB Pentacon Kamera und Kinowerk
  - Dresden, VEB Metalleichbaukombinat Werk Niesky
  - Dresden, VEB Tabakuni
  - Dresden, VEB Völkerfreundsaft Druckerei
  - Dresden, VEB KFZ Zubehörwerke
  - Dresden, VEB Baukombinat
  - Dresden, VEB Reglerwerk
  - Dresden, VEB Starstromanlagenbau
  - Dresden, VEB Deutsche Werkstätten Hellerau Möbelkombinat
  - Radeberg, VEB Robotron Rafena Werke
  - Radebeul, VEB Planeta Druckmaschinenwerk
  - Radebeul, VEB Artzneimittelwerk AWD
  - Ebersbach, VEB Lautex Betrieb
  - Freital, VEB Edelstahlwerk
  - Neustadt, VEB Fortschritt Landmasinenwerk
  - Singwitz, VEB Fortschritt Landmasinenwerk
  - Pirna, VEB Kunstseidenwerk
  - Riesa, VEB Rohrkombinat
  - Oschatz, VEB Glasseidenwerk
  - Oberlichtenau, VEB Aerosol Automat
  - Cottbus, VEB Schwarze Pumpe
  - Schwarzheide, VEB Synthesewerk [5]
  - Heidenau, VEB Maschinenfabrik
  - Hohnstein-Kohlmühle, VEB Linoleumwerke

#### Karl Marx Stadt megye
Karl Marx Stadt mai neve Chemnitz 
- Karl-Marx-Stadt, VE Wohnungsbaukombinat "Wilhelm Pieck"
  - Karl Marx Stadt, VEB '8. Mai'
  - Karl Marx Stadt, VEB Elite Diamant
  - Karl Marx Stadt, VEB Fritz-Heckert Kombinat[7]
  - Karl Marx Stadt, VEB Gerätewerk
  - Karl Marx Stadt, VEB Modul
  - Karl Marx Stadt, VEB Spinnereimaschinenbau
  - Karl Marx Stadt, VEB Starkstromanlagenbau
  - Karl Marx Stadt, VEB Webstuhlbau
  - Karl Marx Stadt, VEB Wema Union
  - Karl Marx Stadt, VEB Wirkmaschinenbau
  - Karl Marx Stadt, VEB Buchungsmaschinenwerk BUMA
  - Karl Marx Stadt, VEB Strickmaschinenbau
  - Karl Marx Stadt, VEB Schleifmaschinenwerk
  - Karl Marx Stadt, VEB Fahrzeugelektrik
  - Karl Marx Stadt, VEB Rohr- und Kaltwalzwerk
  - Karl Marx Stadt, VEB Nähwirkmaschinenbau MALIMO
  - Karl Marx Stadt, VEB Drahtziehmaschinenwerk
  - Karl Marx Stadt, VEB Baumwollspinnerei
  - Karl Marx Stadt, VEB Nahverkehr
  - Limbach-Oberfrohna, VEB Renak Bremsenwerk
  - Limbach-Oberfrohna, VEB Spezialnähmaschinenbau
  - Lössnitztal, VEB Vliestextilien
  - Freiberg/Sachsen, VEB Narva
  - Brand Erbisdorf, VEB Narva
  - Zwickau-Plauen, VEB Metalleichtbaukombinat
  - Plauen, VEB Polygraph Druckmaschinenwerk PLAMAG
  - Wohlback, VEB Halbmond Teppich
  - Waldheim, VEB Sitzmöbelwerke
  - Hartha, VEB ELMO Elektromotorenwerke
  - Treuen, VEB Vogtländische Wachstuchfabrik
  - Tannenbergsthal, VEB Vogtländische Kunstlederfabrik
  - Reichenbach, VEB Transformatorenwerk
  - Flöha, VEB Baumvollspinnerei
  - Drebach-Venusberg, VEB Feinspinnerei
  - Oederan, VEB Zwirmsrei- und Nähfadenfabrik
  - Elsterberg, VEB Kunstseidenwerk

#### Lipcse,Halle,Magdeburgmegyék
- - Leipzig, VEB Baukombinat
  - Leipzig, VEB Druckmascinenwerk
  - Leipzig, VEB Schwermaschinenbau S.M. Kirow[8]
  - Leipzig, VEB STAB
  - Leipzig, VEB Buchbindereimaschinenwerk BUBIMA
  - Leipzig, VEB Fernmeldewerk[9]
  - Leipzig, VEB GRW Teltow
  - Leipzig, VEB Wollkammerei
  - Leipzig, VEB Drehmascinenkombinat DREMA
  - Leipzig, VEB Buntgarnwerke
  - Leipzig, VEB Kraftverkehr
  - Leipzig, VEB Verlade- und Transport Anlagen VTA 'Paul Fröhlich'
  - Halle, VEB Bäckereimaschienenwerke HaBäMFa
  - Halle, VEB Druckhaus Freiheit
  - Halle, VEB Starkstromanlagenbau
  - Halle, VEB MLK Metallleichtbaukombinat
  - Schkeuditz, VEB MAB Schkeuditz
  - Bad Dürrenberg, VEB Leunawerke 'Walter Ulbricht'[10]
  - Gölzau, VEB Orbitaplast[11]
  - Rodleben, VEB Deutsches Hydrierwerk DHW
  - Schkopau, VEB Buna-Werke[12]
  - Wolfen, VEB Filmfabrik[13]
  - Zeitz, VEB Zemag
  - Bitterfeld, VEB Chemiekombinat CKB[14]
  - Bitterfeld, VEB Industrie- und Kraftwerksrohrleitungsbau IKR
  - Lutherstadt-Wittenberg, VEB Piesteritz Düngelmittelkombinat
  - Magdeburg, VEB Armaturenwerke 'Karl Marx'

#### Erfurt,Gera,Suhlmegyék
- - Erfurt, VEB Robotron-Optima[15]
  - Erfurt, VEB Funkwerk[16]
  - Erfurt, VEB Umformtechnik 'Herbert Warnke'
  - Erfurt, VEB Wohnungsbaukombinat
  - Erfurt, VEB Starkstrom-Anlagenbau
  - Erfurt, VEB Paul Schaffer Schuhfabrik
  - Ilmenau, VEB Henneberg Porzellan[17]
  - Neuhaus am Rennweg, VEB Röhrenwerk 'Anna Seghers'[18]
  - Sömmerda, VEB Zentronik
  - Sömmerda, VEB Büromaschinenwerk
  - Tambach-Dietharz, VEB Schraubenwerk
  - Hermsdorf, VEB KWH Keramische Werke
  - Jena, VEB Karl Zeiss Jena[19]
  - Jena, VEB Otto Schott Glaswerke
  - Ronneburg, VEB IFA Fahrzeugzubehörwerk
  - Arnstadt, VEB Fernmeldewerk
  - Weimar, VEB Landmaschienenbau

#### Berlinés az északi megyék
- - Berlin, VEB KIB
  - Berlin, VEB Neues Deutschland
  - Berlin, VEB Berliner Druckerei
  - Berlin, VEB KWO
  - Eberswalde, VEB Kranbau
  - Hennigsdorf, VEB LEW 'Hans Beimler'
  - Ludwigsfelde, VEB IFA Automobilwerke[20]
  - Brandenburg, VEB Getriebewerk Brandenburg
  - Premnitz, VEB Chemiefaserwerk
  - Rostock, VEB Neptunwerft[21]
  - Warnemünde, VEB Warnowwerft
  - Teltow, VEB GRW

### Foglalkoztató vállalatok Magyarországon
- a 80-as években több magyar vállalatnál dolgoztak német fiatalok az államközi egyezmény keretében. A vállalatok - többek között -
- Ikarus Karosszéria- és Járműgyár
- FÉG Fegyver- és Gázkészülékgyár
- Kontakta Alkatrészgyár
- Magyar Optikai Művek

## Egykori NDK-sok mai közösségei
- Magyarországon:

Az egykori fiatalok az eltelt idők során szétszóródtak az országban. 2007-ben egy magánkezdeményezésre közösségi weboldal indult,
ahol újra megtalálhatják egymást az egykori kollégák, barátok. Itt újraszerveződőben van az NDK-sok közössége, az online kapcsolattartáson kívül számos közös program is szerveződik. 2008-tól napjainkig Kelet-Németország több városában ültettek emlékfát (2008: Erfurt, 2010: Lipcse, Bad-Brandenburg, 2011: Chemnitz, Brand-Erbisdorf, Sömmerda, Radeberg) a sok kisebb találkozó és kulturális program mellett 2008-tól minden évben országos találkozó szerveződik a régi NDK-s magyarok számára (2008: Balinka, 2009: Balatonlelle, 2010, 2011: Balatonföldvár, 2012: Debrecen).
- Németországban

Számos városban vannak magyar egyesületek, szervezetek.
Ezek tagsága a keletnémet oldalon jellemzően a kitelepült volt egyezményes fiatalokból áll.

## Dokumentumfilmek, publicisztikák
Az egykori NDK-s dolgozók életéről két dokumentumfilm is készült:
- Magyar fiatalok a Német Demokratikus Köztársaságban (Magyar Televízió, 1975, rendezte Feledy Péter, 50 perc)

- Föl a motorra és adjad neki! (Dunatáj Alapítvány 2002, Rendezte. Uhrin Tamás, 60 perc)

- Dokumentumok, tanúk - Irodalom, publicisztika. NDK-s magyarok. (Hozzáférés: 2009. február 28.) Publicisztikai válogatás

- Dokumentumok, tanúk - Visszaemlékezések (cikkek). NDK-s magyarok. (Hozzáférés: 2009. február 28.)

## Lásd még
- de:Vertragsarbeiter
- de:Gastarbeiter

## Külső hivatkozások
- NDK-Magyar államközi Egyezmény a munkaerőcseréről Archiválva 2006. május 20-i dátummal a Wayback Machine-ben
- Az egyezmény 1977-es módosítása Archiválva 2006. május 20-i dátummal a Wayback Machine-ben